# Yehouda Shenhav
Yehouda Shenhav (Yehouda Shahrabani, hebreu: יהודה שנהב‎: יהודה שנהב, nascut 26 febrer 1952) és un sociòleg israelià i teòric crític. És conegut per les seves contribucions en els camps de la burocràcia, administració i capitalisme, així com per la seva recerca sobre l'etnicitat en societat israeliana i la seva relació amb el conflicte entre Israel i Palestina. Investigador i director d'Estudis Avançats del Vanleer Jerusalem Institute, també és editor de les revistes Theory and Criticism i Organization Studies. Ha estat professor visitant a diferents universitats americanes, entre elles les de Princeton (2003) i Stanford (1994-1995). Entre les seves nombroses publicacions destaca The Arab Jew: A Postcolonial Reading of nationalism, Religion and Ethnicity (Stanford University Press, 2006).

## Publicacions seleccionades

### Llibres
- Shenhav, Yehouda. The Organization Machine: A Critical Inquiry into the Foundations of Management Theory (en hebreu).  Tel-Aviv: Schocken, 1995. ISBN 965-19-0380-5.The Organization Machine: A Critical Inquiry into the Foundations of Management Theory (in Hebrew). Tel-Aviv: Schocken. ISBN 965-19-0380-5.
- Shenhav, Yehouda A. Manufacturing Rationality: The Engineering Foundations of the Managerial Revolution.  Oxford University Press, 1999, p. 256. ISBN 0-19-925000-6.Manufacturing Rationality: The Engineering Foundations of the Managerial Revolution. Oxford University Press. p. 256. ISBN 0-19-925000-6.
- Shenhav, Yehouda; Yossi Yonah. What is Multiculturalism? On the Politics of Identity in Israel (en hebreu).  Tel-Aviv: Bavel, 2005. ISBN 965-512-100-3.What is Multiculturalism? On the Politics of Identity in Israel (in Hebrew). Tel-Aviv: Bavel. ISBN 965-512-100-3.
- Shenhav, Yehouda. The Arab Jews: A Postcolonial Reading of Nationalism, Religion, and Ethnicity.  Stanford University Press, 2006, p. 280. ISBN 0-8047-5296-6.The Arab Jews: A Postcolonial Reading of Nationalism, Religion, and Ethnicity. Stanford University Press. p. 280. ISBN 0-8047-5296-6.
- Shenhav, Yehouda. Beyond the Two States Solution: A Jewish Political Essay.  London: Polity Press [an earlier version appeared also in Hebrew: Am-Oved Press, 2010, Published also in Arabic: يهودا شنهاف. في مصيدة الخط الاخضر. مدار المركز الفلسطيني للدراسات الاسرائلية رام اللة فلسطين (ترجمة: سعيد عياش) 2011], 2012, p. 256. ISBN 978-0745660295.Beyond the Two States Solution: A Jewish Political Essay. London: Polity Press [an earlier version appeared also in Hebrew: Am-Oved Press, 2010, Published also in Arabic: يهودا شنهاف. في مصيدة الخط الاخضر. مدار المركز الفلسطيني للدراسات الاسرائلية رام اللة فلسطين (ترجمة: سعيد عياش) 2011]. p. 256. ISBN 978-0745660295.